# Catephia perdicipennis
Catephia perdicipennis är en fjärilsart som beskrevs av Moore 1882. Catephia perdicipennis ingår i släktet Catephia och familjen nattflyn. Inga underarter finns listade i Catalogue of Life.